# Aleksandr Bekóvich-Cherkaski
El príncipe Aleksandr Bekóvich-Cherkaski (en ruso: Алекса́ндр Беко́вич-Черка́сский), nacido  Devlet-Giray-murzá (Девлет-Гирей-мурза) (muerto en 1717), fue un oficial del Imperio ruso de origen circasiano que dirigió la primera expedición militar rusa en el Asia central contra el Kanato de Jiva, en 1714-17, y de la que casi nadie logró regresar sin que se sepan a ciencia cierta las causas.

## Antecedentes
Siendo musulmán por nacimiento e hijo de uno de los gobernantes de Kabardá, Aleksandr se convirtió al cristianismo y se unió al servicio de Rusia en fecha y circunstancias desconocidas. En 1707, fue comisionado por Pedro el Grande para estudiar la navegación en Europa. Se encuentra de vuelta en Rusia a finales de 1711, cuando fue enviado de regreso a Kabardá y convenció a los gobernantes locales para que apoyasen al zar en sus operaciones contra el Imperio otomano.

## Sueño de Eldorado
Dos años más tarde llegó a Astracán un viajero turcomano y anunció a las autoridades locales que el río Oxus, que antes fluía hacia el mar Caspio, había sido desviado por los jivanos hacia el mar de Aral para extraer arena dorada de las aguas del río. El príncipe Gagarin, que era un gobernador local en ese momento, envió a sus emisarios al kanato de Jiva con el fin de verificar la fábula. Volvieron con un saco de arena dorada, supuestamente extraída del Oxus. A la fábula se le dio crédito, y los turcomanos la llevaron a San Petersburgo. El zar Pedro, informado acerca de la fabulosa riqueza de Jiva, y necesitado desesperadamente de oro para continuar con la Gran Guerra del Norte, envió el 14 de febrero de 1716 un contingente de 7000 militares para que se pusiesen al mando del príncipe Bekóvich-Cherkaski, como musulmán de nacimiento y experto en el arte de la guerra. Bekóvich-Cherkaski fue encargado de: 1) examinar el lecho del río de Oxus e informar sobre la posibilidad de su desvío hacia el Caspio; 2) forzar al kan de Jiva a aceptar la subordinación; 3)  levantar una cadena de fortificaciones a lo largo del Oxus; 4) enviar emisarios a la India con el fin de establecer un comercio directo con el Imperio mogol.

## El desastre de Jiva
Bekóvich-Cherkaski recibió esas órdenes en Astracán, donde participaba en trabajos geodésicos, preparando el primer mapa del mar Caspio. Fue ascendido a capitán y comandó una expedición preliminar en Turkmenistán. Dejó algunos de los cosacos en su camino con el fin de establecer fortalezas en Krasnovodsk y Aleksándrovsk. De vuelta en Astracán en febrero de 1717, Bekóvich armó otro ejército y se dirigió hacia Jiva, junto con algunos ingenieros y agrimensores. Hasta muchos meses después no se supo nada de la expedición de Jiva, cuando varios  tártaros regresaron y llevaron la terrible noticia de la catástrofe que les había afectado. Las recientemente construidas fortalezas en Turkmenistán habían sido evacuadas y habían sufrido una considerable pérdida por las inclemencias del tiempo y las tribus turcomanas.
Qué pasó exactamente con Bekóvich-Cherkaski sigue siendo motivo de controversia. Según algunos miembros supervivientes de su contingente, avanzaron hasta unos 120 km de Jiva, cuando el kan los atacó con un ejército de 24.000 efectivos. Después de tres días de sangrientos combates, los jivanos fueron derrotados. Al ver que el enemigo era muy numeroso, Bekóvich-Cherkaski entendió que la diplomacia tenía una buena oportunidad de éxito. El oficial ruso, acompañado solo por 500 de sus hombres, cabalgó hasta el campamento enemigo para proponer términos. El kan pretendió rendirse a él, recibiéndolo con gusto, persuadiéndolo para que dividiese el ejército ruso y morasen en cinco ciudades separadas con el fin de facilitar la búsqueda de alimento. Los jivanos atacaron las cinco ciudades una a una, matando a la mayoría de los rusos, vendiendo a los otros como esclavos, y ejecutando a todos los oficiales rusos, incluido el príncipe Cherkaski. Pedro el Grande no hizo nada para vengar la derrota, dado que estaba ocupado todavía en la guerra con Suecia, y también por la hostilidad del Imperio otomano. Hasta más de un siglo después el Imperio ruso no reanudó sus expediciones militares en Asia Central. En 1873, los rusos decidieron nuevamente tomar el territorio enviando al general Nikolái Golovachov contra unas tribus turcomanas locales que se creía habían sido las responsables de la muerte de Aleksandr Bekóvich-Cherkaski.